# Kazimierz-Palast

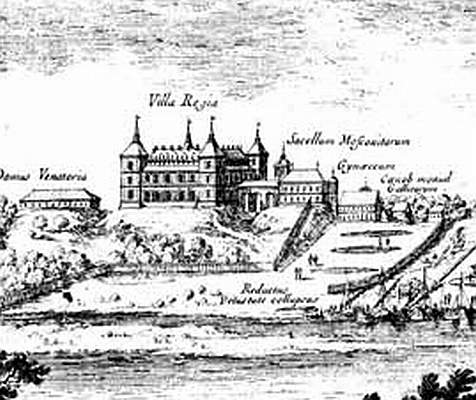
Villa Regia ("Royal Villa"), 1656

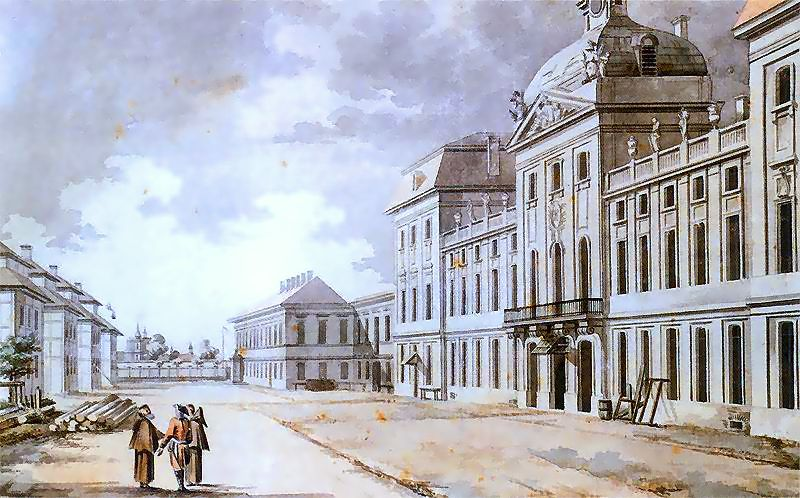
Kadettenkorps der Ritterschule, 1785

Der Kazimierz-Palast (polnisch Pałac Kazimierzowski) ist ein aus dem 17. Jahrhundert stammendes Gebäude in Warschau, Polen. Es befindet sich an der Krakowskie Przedmieście 26/28 am Warschauer Königsweg. Seit 1824 befindet sich im Palast das Rektorat der Universität Warschau.

## Geschichte
Er wurde von König Sigismund III. Wasa für seine Söhne König Władysław IV. Wasa und Johann II. Kasimir als Villa Regia malerisch über dem Steilufer der Weichsel, heute Kazimierz-Park, errichtet. Während der schwedischen Besetzung 1655 bis 1660 wurde der Palast geplündert und zerstört. Einige der erbeuteten Bauteile wurden bei einem Weichselniedrigwasser im Jahr 2012 wiedergefunden. 1660 wählte es Johann II. Kasimir Wasa nach dem Wiederaufbau durch Isidoro Affaitati als seine Sommerresidenz. Von 1737 bis 1739 wurde es von Joachim Daniel von Jauch und Johann Sigmund Deybel von Hammerau im Stil des Spätbarock umgebaut.
Der Palast wurde von 1765 bis 1768 zum Kadettenkorps der Ritterschule von Domenico Merlini umgebaut. Die Ritterschule befand sich hier bis 1795. Hier studierten unter anderen Tadeusz Kościuszko, Kazimierz Pułaski, Julian Ursyn Niemcewicz und Józef Sowiński.
1807 übernahmen die Franzosen den Palast. 1808 wurde es wieder Bildungszwecken zugänglich gemacht und bis 1830 von Hilary Szpilowski, Adam Idźkowski (1798–1879), Wacław Ritschel (1794–1872) und Michał Kado (1765–1824) im Stil des reifen Klassizismus umgebaut. 1817–1830 befand sich hier das berühmte Warschauer Lyzäum. 1820 wurde das Innere eingebaut.
Seit 1824 ist der Palast das Rektorat der Universität Warschau. Auch das Säulenportal stammt auch dieser Zeit.
1815 und 1816 kamen die beiden streng klassizistischen Seitenflügel von Hilary Szpilowski hinzu, die seit 1861 von der Regierungskommission für Religion und Aufklärung genutzt wurden, heute dem Institut der Rechtswissenschaften und dem Institut der Geschichte der Kunst und Orientalistik. Antoni Sulimowski (1809–1867) fügte die korinthischen Säulen hinzu.